# Conocliniopsis
Conocliniopsis é um género botânico pertencente à família Asteraceae.